# Allium bekeczalicum
Allium bekeczalicum är en amaryllisväxtart som beskrevs av Lazkov. Allium bekeczalicum ingår i släktet lökar, och familjen amaryllisväxter. Inga underarter finns listade i Catalogue of Life.